# Chūkyō
 (décembre 2023).
Si vous disposez d'ouvrages ou d'articles de référence ou si vous connaissez des sites web de qualité traitant du thème abordé ici, merci de compléter l'article en donnant les références utiles à sa vérifiabilité et en les liant à la section « Notes et références ».
L'empereur Chūkyō (仲恭天皇, Chūkyō tennō, 30 octobre 1218 – 18 juin 1234) était le 85e empereur du Japon, selon l'ordre traditionnel de la succession, et a régné du 13 mai au 29 juillet 1221. Son nom personnel était Kanenari (懐成). En raison de doutes occasionnés par la courte durée de son règne, il ne figura cependant pas sur la liste officielle des empereurs avant 1870, date à laquelle il reçoit le nom posthume de Chūkyō. Auparavant, il portait les surnoms de Kujō Haitei (九条廃帝, « l'empereur détrôné de Kujō », du nom du quartier de Kyōto où se trouvait son palais), de « Demi-empereur » (半帝), et de Go-Haitei (後廃帝, « Empereur détrôné postérieur », en référence à l'empereur Junnin).

## Généalogie
Chūkyō était le premier fils de l'empereur Juntoku. Sa mère était Ritsuko (立子), fille de Kujō Yoshitsune (九条良経).

## Biographie
Chūkyō est couronné empereur à l'âge de deux ans, à la suite de l'abdication de son père Juntoku en préparation de la révolte de Jōkyū, une tentative ratée du père de Juntoku, l'empereur retiré Go-Toba, pour renverser le shogunat de Kamakura.
La même année, après la fin de la révolte, il est détrôné et remplacé par Go-Horikawa.

## Èresde son règne
- Ère Jōkyū